# Các trận địa bãi cọc trong lịch sử Việt Nam

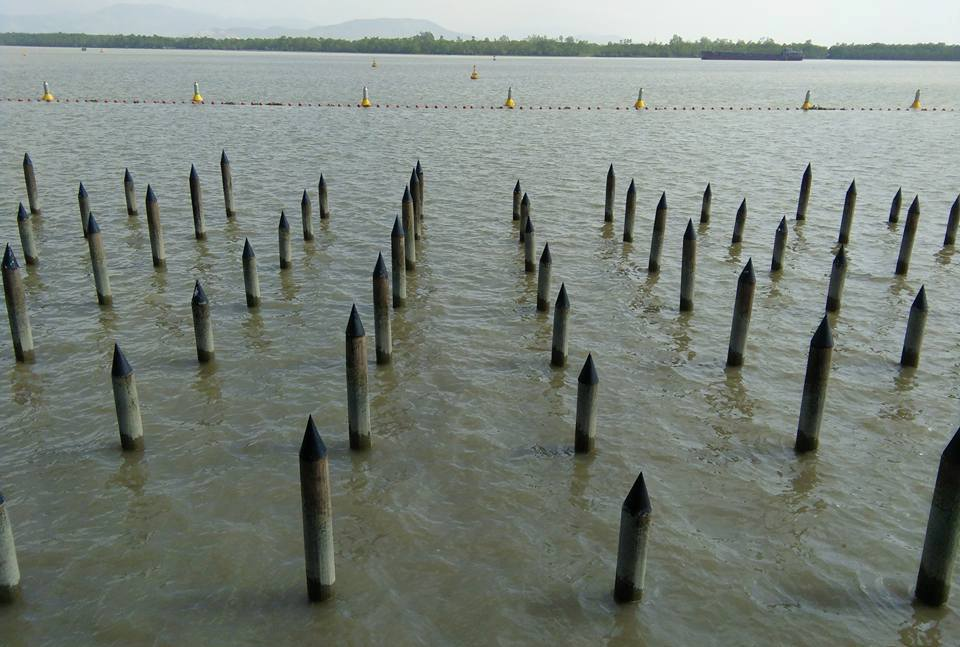
Mô hình phục dựng lại một phần trận địa bãi cọc Trận Bạch Đằng năm 938 ở Khu di tích Bạch Đằng Giang, Hải Phòng.

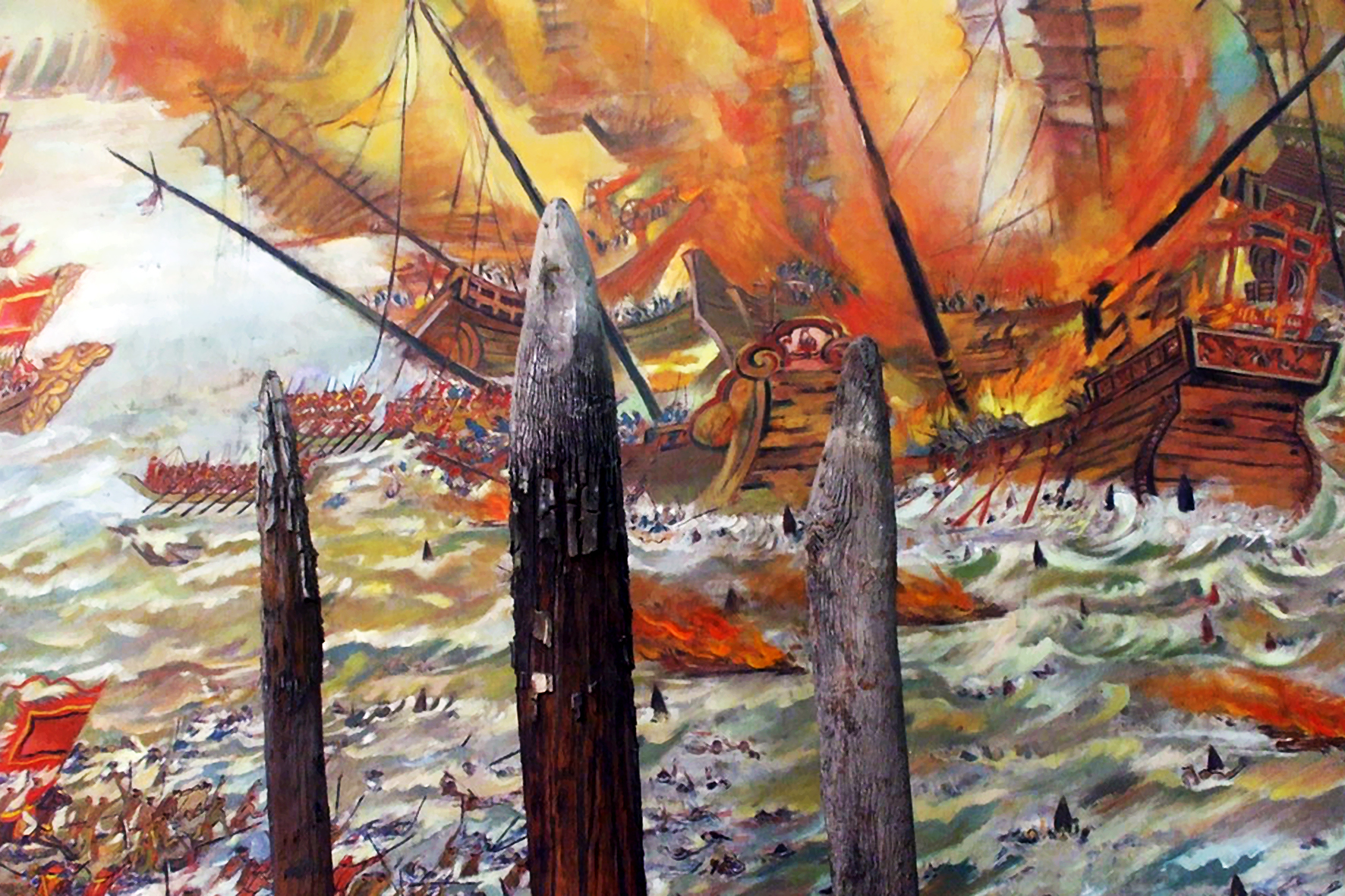
Các cọc sông Bạch Đằng năm 1288 với ảnh nền mô phỏng trong chiến trận (trưng bày ở Bảo tàng Lịch sử Thành phố Hồ Chí Minh).

Sông Bạch Đằng ngày nay dài hơn 20 km, bắt đầu từ Phà Rừng giữa Hải Phòng và Quảng Ninh, nơi giao nhau của sông Giá, sông Chanh và sông Đá Bạc, kéo dài đến cửa biển Nam Triệu. Sông Bạch Đằng có đặc điểm đặc trưng do sự chênh lệch của thủy triều gây nên, tạo điều kiện cho một trận địa đánh giặc. Mặt nước có độ chênh lệch khi thủy triều dâng lên và hạ xuống là khoảng 4 mét. Nhờ các đặc điểm đó, khi triều lên, nước có khả năng che lấp hết toàn bộ bãi cọc, khi nước rút, các cọc nhọn nhô lên đến 2 mét, gây cản trở tàu thuyền của địch tháo chạy ra biển và quân đội Đại Việt có cơ hội phản công.

## Lịch sử

### Thời Ngô Quyền
Tương truyền, tướng Kiều Công Hãn được cho là người đã đưa ra sáng kiến đầu tiên dẫn đến việc Ngô Quyền cho đóng cọc chống quân Nam Hán trên sông Bạch Đằng trong trận đánh năm 938. Theo đó, ông đã khuyên Ngô Quyền rằng:
| “ | Nam Hán là một đất nước nhỏ ở vùng duyên hải, nhân lúc nhà Đường tan rã mà nổi lên chiếm một vùng đất ở phía Đông Nam, dựng thành đất nước, quân đội mạnh về thủy chiến. Nếu sang nước ta, tất chúng sẽ lấy đường biển mà tiến, qua sông Bạch Đằng vào Đại La. Ta nên bày trận đánh ngay khi chúng mới vào cửa sông Bạch Đằng. | ” |

Ông đã cho xây dựng các bãi cọc gần cửa sông để chặn đường vào của giặc ngay tại cửa biển. Để bãi cọc hoạt động, công việc tiếp theo cần làm là phải dụ được giặc vào trong trận địa này. Nguyễn Tất Tố được nhận trọng trách này, ông giỏi bơi lội và là người hiểu rõ về sông Bạch Đằng.
Sách sử có chép một câu nói của ông rằng:
| “ | Vùng sông nước này tôi rất quen thuộc, biết được khi nào nước lên nước xuống. Nay muốn giặc vào bẫy, chỉ có cách là dùng thuyền nhỏ ra khiêu chiến, lựa đúng thời khắc thích hợp thì vờ thua rút chạy. | ” |

Ông cho một con thuyền nhỏ ra giữa sông khiêu chiến giặc. 

Tranh giả đồng tái hiện trận Bạch Đằng 938

Mọi chuyện đã diễn ra như dự đoán, ngay khi Nguyễn Tất Tố rút lui, tướng địch là Lưu Hoằng Tháo đã ngay lập tức thúc cho quân nhanh chóng đuổi theo sau.
Vừa lúc địch đến cửa sông, quân Việt từ hai bên bờ lao ra tấn công quyết liệt, địch bỏ chạy. Vào đúng thời điểm này, thủy triều đang rút xuống nhanh, bãi cọc ngầm dưới sông Bạch Đằng nhô lên, đâm thủng và làm vỡ thuyền Nam Hán. Quân Việt nhân cơ hội đó đánh dồn dập và giành chiến thắng.
Đại Việt sử ký toàn thư có ghi chép:
Vua Nam Hán điều quân viện ứng đóng tại biên giới không kịp trở tay. Nghe được tin Lưu Hoằng Tháo tử trận, Nghiễm kinh hoàng, thương khóc thu gom quân còn lại rút lui, từ đó dứt bỏ mộng xâm lược nước ta.

### Thời Tiền Lê
Dưới triều đại nhà Tiền Lê, vua Lê Đại Hành đã chỉ huy kháng chiến trên sông Bạch Đằng và một số sông khác để đối phó với thủy quân nhà Tống trong chiến tranh năm 981. Một số nghiên cứu cho thấy có thể đã có 2 trận thủy chiến sông Bạch Đằng trong năm 981. Trong đó có tranh cãi về kết quả của trận đánh đầu tiên cũng như sự tồn tại của trận đánh thứ hai. Theo Khâm định Việt sử Thông giám cương mục thì trận đầu tiên Đại Cồ Việt đã thất bại, trong khi đó, Đại cương lịch sử Việt Nam tập I thì lại chép rằng Đại Cồ Việt đã thắng và đạo thủy quân Tống bị đánh tan.

### Thời Trần
Trong Chiến tranh Nguyên Mông–Đại Việt lần 3 năm 1288 dưới thời nhà Trần, cũng với kế đóng cọc này, quân dân Đại Việt đã thắng trên sông Bạch Đằng lần thứ ba trong lịch sử và được xem là trận thủy chiến lớn nhất trong lịch sử Việt Nam, và là thắng lợi tiêu biểu nhất của Đại Việt trong ba cuộc kháng chiến chống quân xâm lược Nguyên Mông. Có ý kiến cho rằng, ngay từ khi nhận chức Tiết chế ở Bình Than, Trần Quốc Tuấn đã theo kế của Ngô Quyền, muốn ngăn quân địch tiến vào bằng cọc nhọn ở sông Bạch Đằng. Số cọc nhọn làm năm 1288 chỉ là số bổ sung thêm.

## Các bãi cọc đã được tìm thấy

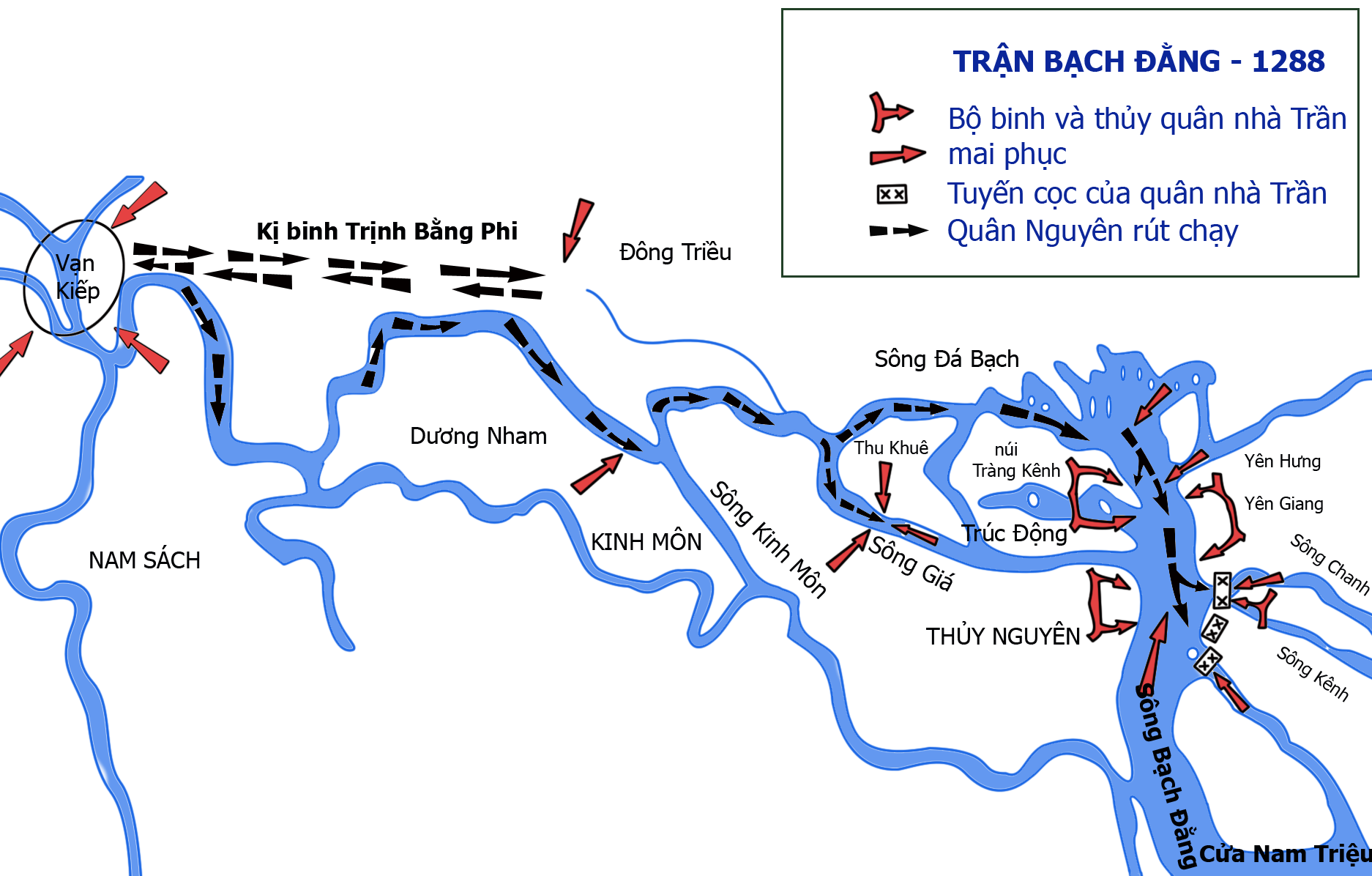
Lược đồ trận địa và các bãi cọc trong chiến thắng quân Nguyên Mông của Quân đội Đại Việt năm 1288 trên sông Bạch Đằng. Trên lược đồ chỉ ghi nhận các bãi cọc được biết đến trước năm 2010.

Hiện nay có ít nhất ba cụm/bãi cọc đã được phát hiện ở vùng Đông Bắc Việt Nam thuộc tỉnh Quảng Ninh và 2 bãi cọc ở Hải Phòng. Bãi cọc đầu tiên được phát hiện vào năm 1953 và bãi cọc gần đây nhất là vào tháng 2 năm 2020, ở Hải Phòng.

### Các bãi cọc ở thị xã Quảng Yên

Cọc gỗ được tìm thấy ở bãi cọc Yên Giang thuộc thị xã Quảng Yên, được mang đến lưu giữ tại Khu di tích Tràng Kênh.

Có 3 bãi cọc ở thị xã Quảng Yên, tỉnh Quảng Ninh đã được phát hiện, bao gồm: Bãi cọc đầm Nhử, Yên Giang (phát hiện từ năm 1953 đến năm 1958), Bãi cọc đồng Vạn Muối (phát hiện năm 2005) và Bãi cọc đồng Má Ngựa (phát hiện năm 2009).

#### Bãi cọc Yên Giang (bãi cọc đầm Nhử)
Tọa độ: 20°56′07″B 106°47′01″Đ / 20,935345°B 106,783474°Đ
Bãi cọc này nằm trong một đầm nước giáp đê sông Chanh, gần ngã ba với sông Đá Bạch có tên là đầm Nhử nên đôi khi bãi cọc cũng được gọi là "bãi cọc đầm Nhử", nằm ở phường Yên Giang, thị xã Quảng Yên, Quảng Ninh. Bãi cọc này có diện tích khoảng 120 m². Hiện nay đã có khoảng 300 cọc đã được tìm thấy tại đây và đang nằm trong khu vực được bảo vệ rộng 7,5 ha.
Khoảng năm 1953–1954, bãi cọc này dần được biết đến khi người dân địa phương ở xã Yên Giang phát hiện vài cọc gỗ lộ ra trên mặt đất ở một đầm nước nhỏ, cách ngã ba sông Chanh với sông Bạch Đằng khoảng 400 mét về phía đông. Vị trí này nằm cách trung tâm thị xã Quảng Yên 2 km về phía tây. Lúc đó, người dân do thấy có cọc gỗ lim còn tốt nên đã đào và đem về nhà sử dụng. Đã có khoảng 200 cọc được nhổ lên trong 50 hố đào. Câu chuyện sau đó dần được báo cáo lên cấp trên và Nhà nước bắt đầu quan tâm. Ngày 26 tháng 11 năm 1958, Vụ Bảo tồn bảo tàng với các chuyên gia như Hoàng Minh Giám, Đào Duy Anh, Nguyễn Lân, đã đến đây ghi nhận thông tin từ người địa phương và tiến hành khảo sát, khai quật. Sau đó tiếp tục được tiến hành nhiều cuộc khảo sát và khai quật nữa vào các năm 1969, 1976, 1984 và 1988. Các cuộc nghiên cứu cho thấy các cọc ở đây đa phần được làm từ gỗ lim, thân dài từ 2,6 đến 2,8 mét và có đường kính khoảng 20 đến 30 cm. Phần đầu cọc được đẽo nhọn để cắm xuống đáy sông dài từ 0,5 đến 1 mét và khoảng cách trung bình giữa các cọc khoảng 1 mét. Gần bãi cọc có một tấm bia được dựng lên để đánh dấu và ghi nhận khu di tích.

#### Bãi cọc đồng Vạn Muối
Tọa độ: 20°55′29″B 106°47′31″Đ / 20,9245871°B 106,7918079°Đ (không chính xác)
Cách bãi cọc ở Yên Giang vài kilomet là bãi cọc đồng Vạn Muối, nằm gần cửa sông Rút, phường Nam Hòa, được người dân thị xã Quảng Yên phát hiện trong khi đang đào ao. Sau lần kiểm tra vào năm 2005, các chuyên gia đã báo cáo rằng những cọc gỗ ở đây được cắm dựng đứng và một số khác cắm xiên trong vùng đồng Vạn Muối. Các cây cọc được làm từ nhiều loại gỗ, bao gồm cả thân và cành cây. Đường kính mỗi cọc khoảng từ 10 đến 30 cm, phần mũi cọc được vạt nhọn đầu, chiều dài cọc khoảng 1.5 m đến 3.0 m. Tuy nhiên, mật độ cọc ở khu vực rất dày đặc, khoảng cách chủ yếu giữa các cọc khoảng 40 đến 60 cm, một số cọc cách nhau rất gần, khoảng 10 đến 30 cm. Bãi cọc này được khai quật lần đầu vào năm 2009 và sau đó một năm thêm một cuộc khai quật lần hai. Bãi cọc có chiều rộng 100 m và chiều dài 300 m, trải thành dải như một lớp thành lũy.

#### Bãi cọc đồng Má Ngựa
Cũng nằm trong phường Nam Hòa của thị xã Quảng Yên, một bãi cọc khác được gọi là bãi cọc đồng Má Ngựa đã được tiến hành khai quật trong năm 2010. Đây là bãi cọc thứ ba được tìm thấy nằm trong cụm các bãi cọc trên hệ sông Bạch Đằng xưa ở ven bờ cửa sông Kênh, nằm cách bãi cọc đồng Vạn Muối về hướng nam khoảng một kilomet.
Các bãi cọc này được các chuyên gia cho rằng liên quan đến trận kháng chiến trên sông Bạch Đằng vào năm 1288 do Trần Hưng Đạo lãnh đạo chống quân Nguyên Mông.

### Bãi cọc Cao Quỳ, Hải Phòng
Tọa độ: 21°00′48″B 106°39′19″Đ / 21,013313°B 106,655288°Đ

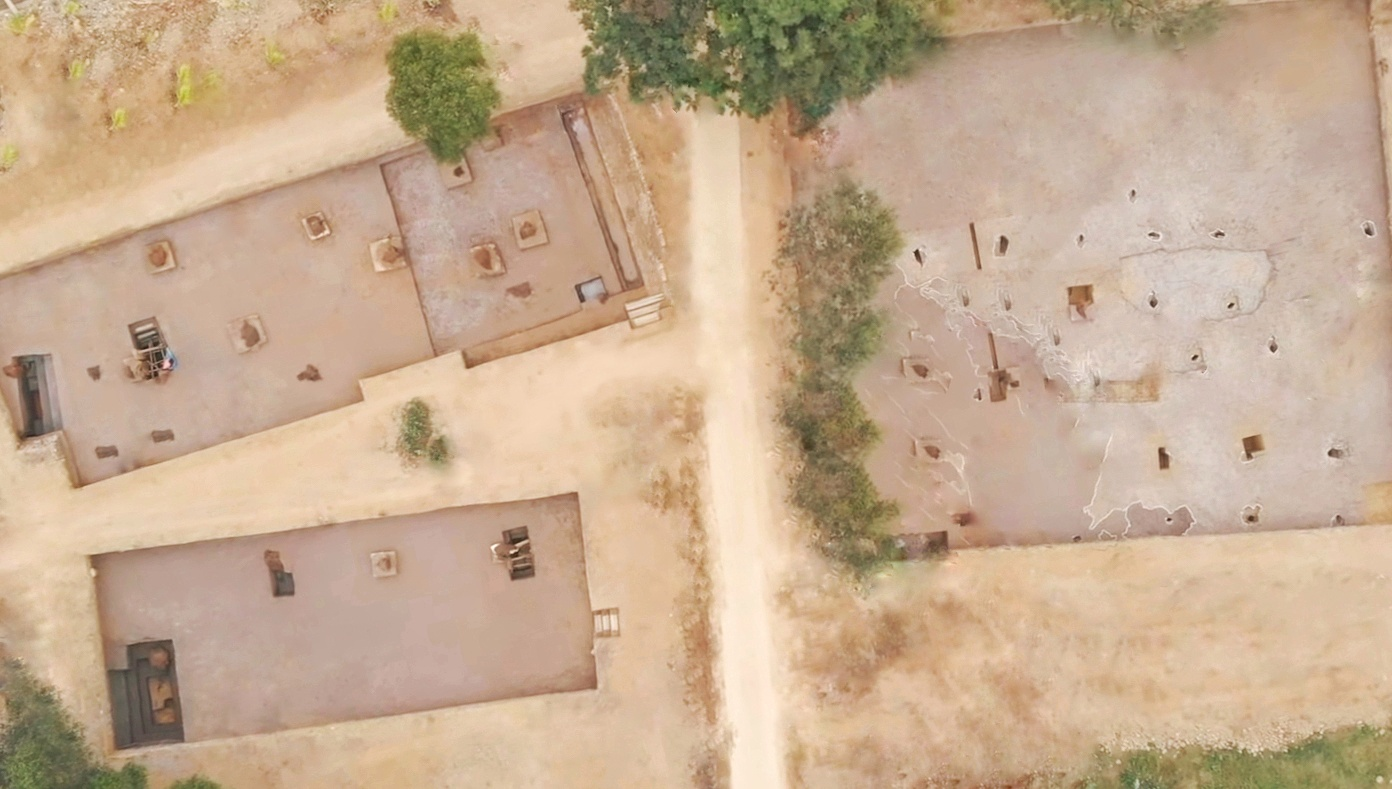
Bãi cọc Cao Quỳ vào tháng 12 năm 2019.

Bãi cọc được phát hiện lần đầu vào ngày 1 tháng 10 năm 2019 bởi một người dân đang canh tác. Đến cuối tháng 11 và tháng 12 năm 2019, các chuyên gia của Viện Khảo cổ học và Bảo tàng Hải Phòng đã tiến hành khai quật một bãi cọc trên cánh đồng Cao Quỳ, thuộc xã Liên Khê, thành phố Thủy Nguyên, Hải Phòng. Tại địa điểm này, người ta đã tìm thấy 27 chiếc cọc gỗ ở 3 hố đào trong diện tích 950 m². Các cọc này đo được có đường kính khoảng từ 20 đến 56 cm, được chôn cách nhau 5 đến 7 mét. Kết quả xác định niên đại bằng cacbon-14 cho thấy hai trong số các cọc gỗ có niên đại khoảng 1270 đến 1430 năm.
Bước đầu các chuyên gia của Viện Khảo cổ học dự đoán, bãi cọc ở cánh đồng Cao Quỳ có thể là một phần của trận Bạch Đằng năm 1288, để chặn đường quân Nguyên Mông không tiến vào khu vực sông Giá và trung tâm chỉ huy của Trần Hưng Đạo, buộc quân địch phải đi theo sông Đá Bạc để tiến vào sông Bạch Đằng.
Theo các nhà nghiên cứu, bãi cọc gỗ mới được phát hiện này có thể làm thay đổi những hiểu biết về Trận Bạch Đằng năm 1288 của nhà Trần trước quân Nguyên Mông.
Đầu tháng 1 năm 2020, các cọc gỗ ở bãi cọc Cao Quỳ đã được san lấp để bảo quản. Trước đó, bãi cọc đã được quét ba chiều, dựng lại bình đồ dành cho các nghiên cứu về sau.

### Bãi cọc Đầm Thượng
Tọa độ: 21°01′06″B 106°36′38″Đ / 21,0182017°B 106,6105634°Đ
Ngày 9 tháng 2 năm 2020, 13 cọc gỗ được phát hiện tại khu Đầm Thượng, thôn 11, xã Lại Xuân, huyện Thủy Nguyên, thành phố Hải Phòng. Các cọc này nằm trong một ao cá và được tìm thấy trong quá trình nuôi trồng của người dân địa phương. Một số cọc được cho là đã bị hư hại và nghi ngờ liên quan đến các sự kiện Bạch Đằng. Viện Khảo cổ học dự kiến sẽ tiến hành khai quật khu vực rộng khoảng 400 m² tại đây để phục vụ nghiên cứu. Công việc khai quật bãi cọc này đang được diễn ra, bắt đầu từ ngày 18 tháng 2 và dự kiến sẽ kết thúc vào ngày 31 tháng 3 năm 2020.
Tính đến ngày 24 tháng 2, đã có thêm 2 cọc gỗ mới được phát hiện, nâng tổng số cọc lên 15 và 50 trên 400 m² của khu bãi cọc đã được khai quật.

## Bảo tồn
Các bãi cọc đã được tìm thấy cùng với các di tích lịch sử liên quan đến sông Bạch Đằng như Đền thờ Trần Hưng Đạo, hai cây lim giếng Rừng và các Lễ hội đền Trần Hưng Đạo, miếu Vua Bà... là các chứng tích chiến tranh và là nơi lưu giữ những truyền thống yêu nước chống giặc ngoại xâm cho thế hệ mai sau. Cụm di tích Chiến thắng sông Bạch Đằng (Bãi cọc Yên Giang và các di tích gần đó bên bờ sông Đá Bạch) đã được Bộ Văn hoá và Thông tin cấp bằng công nhận là "Di tích lịch sử" (số 100 VH/QĐ ngày 21/1/1990).
Ngày 27 tháng 9 năm 2012, Thủ tướng Chính phủ đã ban hành Quyết định số 1419/QĐ-TTg, xếp hạng khu Di tích Lịch sử Chiến thắng Bạch Đằng 1288 bên bờ sông Đá Bạch ở thị xã Quảng Yên là di tích quốc gia đặc biệt, bao gồm các bãi cọc sau: bãi cọc Yên Giang, bãi cọc đồng Vạn Muối và bãi cọc đồng Má Ngựa cùng nhiều đền thờ khác thuộc khu di tích này.
Ngày 18 tháng 2 năm 2013, Thủ tướng Chính phủ đã phê duyệt "Quy hoạch tổng thể bảo tồn và phát huy tác dụng Khu di tích Quốc gia Đặc biệt Bạch Đằng" với kinh phí 800 tỷ đồng. Tuy nhiên cả ba bãi cọc vẫn chưa được tiến hành trùng tu hay bảo tồn nào đáng kể từ đó.
Sau cuộc khai quật bãi cọc Cao Quỳ, vào ngày 21 tháng 12 năm 2019, Ủy ban nhân dân thành phố Hải Phòng đã tổ chức một hội nghị để báo cáo kết quả khai quật bãi cọc Cao Quỳ, các kết quả khai quật bãi cọc này sẽ là cơ sở khoa học giúp thành phố triển khai các hoạt động bảo tồn và phát huy giá trị của di sản. Bãi cọc này cũng đã được đề xuất để trở thành một di tích cấp quốc gia.

## Tranh luận
Trước những nhận định sớm về các khu di tích bãi cọc, một số nhà nghiên cứu lịch sử Việt Nam cho rằng cần phải nghiên cứu thật kỹ và thận trọng, tránh phán đoán chủ quan trước khi khẳng định các bãi cọc Bạch Đằng được phát hiện trong năm 2019 là từ thời nhà Trần và có phải chúng từng được đóng trên sông để ngăn cản tàu địch hay không hay chỉ là bãi cọc dân sự, vì các bãi cọc quân sự đã được nhổ hết cho tàu thuyền ta qua lại dễ dàng.